# Old Dad
Old Dad è un film muto del 1920 diretto da Lloyd Ingraham. La sceneggiatura di J. Grubb Alexander si basa sull'omonimo romanzo di Eleanor Hallowell Abbott, pubblicato a New York nel 1919. Prodotto dalla Chaplin-Mayer Pictures Company, aveva come interpreti Mildred Harris, John Sainpolis, Myrtle Stedman, Irving Cummings.

## Produzione
Il film fu prodotto dalla Chaplin-Mayer Pictures Company.

## Distribuzione
Il copyright del film, richiesto dalla Chaplin-Mayer Pictures Co., fu registrato il 17 febbraio 1921 con il numero LP16150. Distribuito dalla Associated First National Pictures, il film uscì nelle sale cinematografiche statunitensi nel novembre 1920. In Francia, venne distribuito il 31 marzo 1922 con il titolo La Proie.